# Чемпіонат Македонії з футболу 2008—2009
Перша ліга Македонії сезону 2008—2009 — 17 сезон вищого дивізіону Македонії з футболу. Чемпіоном вперше стала «Македонія Гьорче Петров» з Скоп'є.

## Клуби
У турнірі взяло участь 11 клубів, які зіграли між собою по круговій системі у три кола. Найбільше команд (чотири) представляло столицю республіки — Скоп'є. Всі інші населені пункти мали по одній команді.
| Клуб                      | Місто     | Стадіон         |
| ------------------------- | --------- | --------------- |
| «Македонія Гьорче Петров» | Скоп’є    | «Гьорче Петров» |
| «Металург»                | Скоп’є    | «Железнарниця»  |
| «Мілано»                  | Куманово  | Мілано-Арена    |
| «Напредок»                | Кичево    | Міський стадіон |
| «Пелістер»                | Бітола    | «Тумбе Кафе»    |
| «Перемога»                | Прілеп    | «Гоце Делчев»   |
| «Работнічкі»              | Скоп’є    | Міський стадіон |
| «Ренова»                  | Джепчиште | Міський стадіон |
| «Сілекс»                  | Кратово   | Міський стадіон |
| «Турново»                 | Турново   | «Кукуш»         |
| «Вардар»                  | Скоп’є    | Міський стадіон |

## Таблиця
| М  | Команда                       | І  | В  | Н  | П  | МЗ | МП | РМ  | О  | Кваліфікація або пониження в класі                      |
| -- | ----------------------------- | -- | -- | -- | -- | -- | -- | --- | -- | ------------------------------------------------------- |
| 1  | «Македонія Гьорче Петров» (Ч) | 30 | 17 | 10 | 3  | 46 | 15 | +31 | 61 | 2-й кваліфікаційний раунд Ліги чемпіонів УЄФА 2009—2010 |
| 2  | «Мілано»                      | 30 | 17 | 4  | 9  | 48 | 35 | +13 | 55 | 2-й кваліфікаційний раунд Ліги Європи УЄФА 2009—2010    |
| 3  | «Ренова»                      | 30 | 14 | 12 | 4  | 41 | 26 | +15 | 54 | 1-й кваліфікаційний раунд Ліги Європи УЄФА 2009—2010    |
| 4  | «Работнічкі»                  | 30 | 13 | 8  | 9  | 40 | 25 | +15 | 47 | 2-й кваліфікаційний раунд Ліги Європи УЄФА 2009—20101   |
| 5  | «Вардар»                      | 30 | 11 | 12 | 7  | 35 | 23 | +12 | 45 |                                                         |
| 6  | «Турново»                     | 30 | 9  | 10 | 11 | 25 | 39 | −14 | 37 |                                                         |
| 7  | «Сілекс»                      | 30 | 9  | 9  | 12 | 38 | 41 | −3  | 36 |                                                         |
| 8  | «Побєда»                      | 30 | 8  | 8  | 14 | 31 | 47 | −16 | 32 |                                                         |
| 9  | «Металург» (Скоп'є) (К)       | 30 | 6  | 11 | 13 | 25 | 35 | −10 | 29 | Плей-оф                                                 |
| 10 | «Пелістер» (К)                | 30 | 7  | 7  | 16 | 25 | 42 | −17 | 28 | Плей-оф                                                 |
| 11 | «Напредок» (Пн)               | 30 | 4  | 9  | 17 | 26 | 52 | −26 | 21 | Пониження до Другої ліги 2009—2010                      |
| —  | «Башкімі» (Пн)                | 0  | 0  | 0  | 0  | 0  | 0  | 0   | 02 | Пониження до Другої ліги 2009—2010                      |

Джерела: FFM (мак.) (англ.)
Правила класифікації: 
1) очок; 2) очок в очних зустрічах; 3) різниця м'ячів в очних зустрічах; 4) забито м'ячів в очних зустрічах; 5) різниця м'ячів; 6) кіл-ть забитих м'ячів.
1Як переможець кубку Македонії
2«Башкімі» знявся з турніру ще до початку змагань через фінансові труднощі.
(Ч) = Чемпіон; (Пн)/(В) = Понижено в класі/Вибув; (Пв) = Підвищення в класі; (ПП) = Переможець плей-оф; (Н) = Перехід до наступного раунду. 
Застосовується тільки коли сезон ще не закінчений: 
(К) = Кваліфікований до раунду турніру; (КН) = Кваліфікований до турніру, але не до конкретного раунду; (Д) = Дискваліфікований з турніру.

Head-to-Head: used when head-to-head record is used to rank tied teams.

## Результати

### Перше і друге коло
| Вдома \ В гостях1         | МАК  | МЕТ | МІЛ | НАП | ПЕЛ | ПЕР | РАБ | РЕН | СІЛ | ТУР | ВАР |
| «Македонія Гьорче Петров» |      | 2–0 | 0–0 | 1–0 | 2–0 | 5–0 | 2–0 | 1–1 | 4–1 | 4–0 | 1–0 |
| «Металург» (Скоп'є)       | 0–1  |     | 0–1 | 0–0 | 1–0 | 2–1 | 0–1 | 1–1 | 2–0 | 1–1 | 1–1 |
| «Мілано»                  | 1–0  | 2–1 |     | 5–0 | 3–1 | 5–2 | 1–0 | 3–1 | 1–0 | 3–0 | 1–3 |
| «Напредок»                | 1–0  | 1–2 | 3–1 |     | 3–1 | 2–0 | 1–1 | 1–2 | 1–1 | 0–0 | 1–1 |
| «Пелістер»                | 0–2  | 2–0 | 2–0 | 1–0 |     | 0–1 | 1–1 | 0–1 | 3–1 | 3–1 | 0–0 |
| «Побєда»                  | 1–2  | 3–1 | 0–0 | 1–0 | 2–0 |     | 0–0 | 0–1 | 1–2 | 2–1 | 0–0 |
| «Работнічкі»              | 3–3  | 1–0 | 4–0 | 1–1 | 3–0 | 2–2 |     | 1–3 | 3–0 | 4–1 | 2–0 |
| «Ренова»                  | 0–32 | 1–1 | 1–0 | 1–0 | 3–1 | 2–1 | 1–0 |     | 0–0 | 1–0 | 1–1 |
| «Сілекс»                  | 1–1  | 2–2 | 0–0 | 7–1 | 1–0 | 2–1 | 0–0 | 1–1 |     | 4–0 | 0–0 |
| «Турново»                 | 1–1  | 1–0 | 2–0 | 3–2 | 0–0 | 1–0 | 0–0 | 0–0 | 1–0 |     | 1–0 |
| «Вардар»                  | 0–1  | 1–1 | 2–4 | 4–2 | 3–0 | 3–0 | 2–1 | 3–1 | 2–0 | 2–0 |     |

Джерело: FFM (мак.) (англ.)
1Команда-господар записана у лівому стовпчику.
2Матч 8 туру між «Реновою» та «Македонією» був припинений на 45 хвилині через неспортивну поведінку фанів «Ренови». «Македонії» була присуджена технічна перемога
Кольори: Голубий = господар переміг; Жовтий = нічия; Червоний = гості перемогли.

### Третій раунд
| Вдома \ В гостях1         | МАК | МЕТ | МІЛ | НАП | ПЕЛ | ПЕР | РАБ | РЕН | СІЛ | ТУР | ВАР |
| «Македонія Гьорче Петров» |     |     |     |     | 0–0 | 3–0 |     | 1–1 | 2–0 | 1–0 | 0–0 |
| «Металург» (Скоп'є)       | 1–1 |     | 0–1 | 1–0 |     |     | 0–1 |     |     |     |     |
| «Мілано»                  | 2–0 |     |     |     | 4–1 | 3–1 |     |     | 3–2 | 1–2 | 1–0 |
| «Напредок»                | 1–1 |     | 1–1 |     |     | 1–1 | 0–1 |     |     |     |     |
| «Пелістер»                |     | 2–2 |     | 3–1 |     |     |     | 1–0 |     | 2–2 | 0–0 |
| «Побєда»                  |     | 1–1 |     |     | 2–1 |     |     | 2–2 |     | 2–0 | 1–1 |
| «Работнічкі»              | 0–1 |     | 2–0 |     | 2–0 | 2–0 |     |     | 1–2 | 3–1 |     |
| «Ренова»                  |     | 4–0 | 4–1 | 3–0 |     |     | 1–0 |     | 2–2 |     |     |
| «Сілекс»                  |     | 0–3 |     | 4–2 | 1–0 | 2–3 |     |     |     |     |     |
| «Турново»                 |     | 1–1 |     | 2–0 |     |     |     | 1–1 | 1–0 |     | 1–1 |
| «Вардар»                  |     | 1–0 |     | 2–0 |     |     | 2–0 | 0–0 | 0–2 |     |     |

Джерело: FFM (мак.) (англ.)
1Команда-господар записана у лівому стовпчику.
Кольори: Голубий = господар переміг; Жовтий = нічия; Червоний = гості перемогли.

## Плей-оф
| 13 липня 2009 16:30 (UTC+2) |

| «Металург»                                                                   | 5 – 1 | «Брегальниця»      |
| ---------------------------------------------------------------------------- | ----- | ------------------ |
| Г'юрим 10' Баже Ілийоський 15' 75' Боян Михайлович 79' Крсте Велковський 89' |       | Влатко Новаков 55' |

| «Гоце Делчев», Прілеп Арбітр: Горан Спиркоський, Прілеп |

| 13 липня 2009 16:30 (UTC+2) |

| «Пелістер»                                            | 3 – 0 | «Шкендія» |
| ----------------------------------------------------- | ----- | --------- |
| Благойче Главевський 64' 68' Драган Димитровський 85' |       |           |

| «Младост», Струмиця Арбітр: Владимир Киприяновський, Скоп’є |

## Бомбардири
14 голів
- Івиця Глигоровський («Мілано»)

13 голів
- Бесарт Ібраїмі («Ренова»)

12 голів
- Бошко Ступич («Сілекс»)

11 голів
- Сесар де Бріто («Македонія Гьорче Петров»)
- Благой Левков («Напредок»)

10 голів
- Бобан Янчевський («Вардар»)

9 голів
- Драган Димитровський («Пелістер»)

8 голів
- Благоя Гешоський («Мілано»)
- Глігор Глігоров («Сілекс»)
- Християн Кировський («Работнічкі»)
- Вашингтон (Македонія Гьорче Петров)

Джерело: Macedonian Football (англ.)